# 高倉永家
高倉 永家（たかくら ながいえ）は、戦国時代から安土桃山時代にかけての公卿。参議・高倉永康の子。官位は正二位・権大納言。

## 生涯
明応8年（1499年）叙爵し、永正元年（1504年）侍従に任官する。
永正8年（1511年）右兵衛佐に遷ると、永正11年（1514年）従四位下、永正15年（1518年）従四位上・左兵衛督、大永2年（1522年）正四位下と兵衛府の武官を務めながら昇進する。
大永8年（1528年）従三位に昇って公卿に列し、天文2年（1533年）参議に任ぜらた。その後、天文4年（1535年）正三位、天文8年（1539年）従二位、天文9年（1540年）権中納言、天文13年（1544年）正二位と昇進を続ける。
天文20年（1551年）より将軍・足利義輝による武家執奏が行われ、天文22年（1553年）高倉家として初めて権大納言に昇った。
弘治3年（1557年）、出家。法名は常昭。
天正6年（1578年）11月23日、薨去。享年83。

## 官歴
『諸家伝』による。
- 明応8年（1499年） 12月17日：従五位下
- 永正元年（1504年） 日付不詳：侍従
- 永正3年（1506年） 10月13日：従五位上
- 永正7年（1510年） 正月21日：正五位下
- 永正8年（1511年） 12月30日：右兵衛佐
- 永正11年（1514年） 2月27日：従四位下
- 永正15年（1518年） 8月8日：従四位上。9月12日：左兵衛督
- 大永2年（1522年） 8月11日：正四位下
- 大永8年（1528年） 4月28日：従三位、督如元
- 天文2年（1533年） 12月19日：参議、去督
- 天文4年（1535年） 5月22日：正三位
- 天文8年（1539年） 正月5日：従二位。3月23日：兼備中権守
- 天文9年（1540年） 正月3日：権中納言
- 天文13年（1544年） 8月25日：正二位
- 天文22年（1553年） 正月15日：権大納言（去々年以来度々武家執奏）。8月1日：大樹供奉出奔。8月13日：上洛
- 弘治3年（1557年） 9月5日：出家
- 天正6年（1578年） 11月23日：薨去

## 系譜
『系図纂要』による。
- 正室：伊勢貞陸娘
  - 男子：増鎮
  - 男子：貞海
  - 男子：永相（1531-1586）
  - 女子：広橋国光室
  - 女子：水無瀬兼成室
- 生母不詳の子女
  - 男子：水無瀬親具（1552-1632） - 堀河家祖
  - 女子：煕子 - 九条兼孝妾
  - 女子：
- 養子女
  - 女子：高倉量子 - 薄以緒娘、後奈良院典侍